# Operações defensivas
As operações defensivas são operações militares destinadas a derrotar um ataque inimigo, ganhar tempo, economizar forças e criar condições favoráveis para desencadear operações ofensivas. Também pode ser utilizada para desgastar o inimigo e reduzir a sua capacidade ofensiva com um mínimo de perdas para as forças na defensiva ou simplesmente para impedir as forças inimigas de entrarem numa determinada zona.

Da sua definição e das suas finalidades deduz-se que a força que executa uma operação defensiva pode oferecer diferentes graus de resistência que se traduzem em diferentes missões: defender, retardar ou vigiar a que correspondem, respectivamente, as formas de defesa, as operações retrógradas e as operações de forças de segurança.

As formas fundamentais de defesa são a defesa móvel e a defesa de posição. Ambas constituem os extremos de uma larga gama de variantes das formas de planear e executar a defesa. Com frequência, são combinados os aspectos aplicáveis a cada caso de cada uma daquelas modalidades. A defesa móvel é a forma de defesa que assenta essencialmente no emprego de uma forte reserva em acções ofensivas destinadas a destruir o inimigo. Traduz-se numa combinação de acções de defesa, de retardamento e ofensivas. A defesa de posição é a forma de defesa em que o defensor tem em vista manter a posse ou controlo de áreas específicas do terreno e orienta os seus esforços no sentido de impedir que o atacante penetre nessa posição. Para cumprirem a sua missão, os elementos da defesa podem executar diferentes tipos de manobra:

- Acções ofensivas;

Ataques desorganizantes, destinados a dificultar ou retardar os ataques inimigos;

Contra-ataques;

- Acções retardadoras.

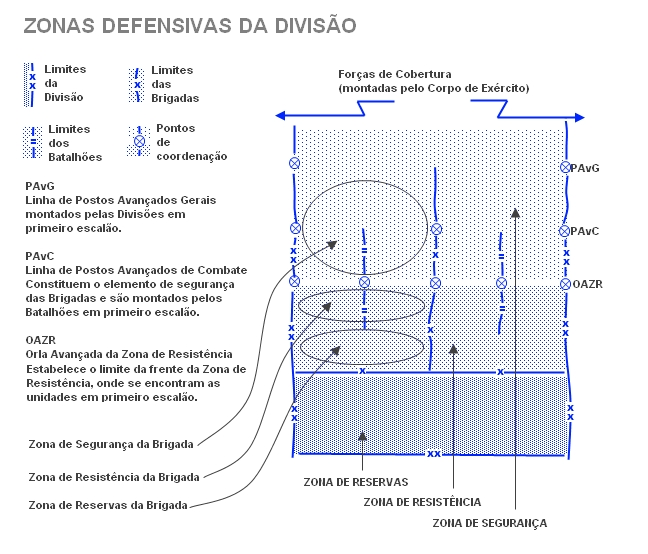
Zonas defensivas da Divisão

A forma de defesa a adoptar depende de numerosos factores, tais como a missão recebida, características da área de operações, possibilidades do inimigo, potencial relativo de combate, mobilidade, tempo disponível e apoio aéreo. Seja qual for a forma de defesa adoptada, o dispositivo compreende três zonas: uma zona de segurança, uma zona de resistência e uma zona de reservas. Nas diferentes épocas históricas encontramos normalmente estas três zonas. Poderão ter designações e dimensões diferentes conforme o tipo de meios empregues e as dimensões das forças em presença mas a sua finalidade foi, basicamente, sempre a mesma.

- A zona de segurança, estende-se para a frente e flancos da zona de resistência. As forças que aí actuam fornecem informações sobre o inimigo, criam dificuldades às acções de reconhecimento por parte do inimigo e retardam, desgastam, desorganizam e canalizam e induzem o inimigo em erro. Normalmente, as forças que actuam nesta zona incluem unidades de reconhecimento.

- A zona de resistência é a área organizada pelas unidades que vão executar a acção principal de defesa. As forças empregues nesta zona, a sua organização e extensão variam com a forma de defesa.

- A zona das reservas estende-se para a retaguarda da zona de resistência. É aí que se encontram as forças não empenhadas e mantidas sob controlo da unidade, o principal meio que o comandante dispõe para influenciar a acção e retomar a iniciativa, isto é, a sua reserva.

Com a evolução tecnológica os exércitos tornaram-se maiores e mais complexos. À medida que isso aconteceu foi necessário implementar medidas de coordenação e controlo, tais como:

- Uma linha geral ao longo da qual as nossas forças vão oferecer resistência ao avanço inimigo;
- Limites laterais que permitem a coordenação e atribuição de responsabilidades às diferentes unidades;
- Pontos de coordenação para a coordenação dos fogos e da manobra entre as unidades adjacentes;
- Zonas de reunião para localização da reserva.

Para além destas, o apoio de fogos (prestado pela artilharia) e o apoio aéreo exigem medidas de coordenação específicas, assim como o apoio de serviços.

No Brasil de acordo com o Manual EB20 - MF - 10.103 Operações, do Exército Brasileiro, as operações defensivas dividem-se e dois tipos: Defesa de Posição e Movimento Retrógrado.
A Defesa de Posição possui duas formas de ser aplicada, a forma de Defesa Móvel e a Defesa de Área.
A defesa móvel tem parte de seu dispositivo flexível, nesta forma de defesa se permite que o inimigo entre no dispositivo do escalão superior, a defesa móvel avança a LAADA.
A defesa de área repele o inimigo à frente da LAADA, é uma defesa estática, fixa o inimigo à frente da LAADA.
No outro tipo de defesa temos o movimento retrógrado, que possui três formas distintas:
o Retraimento, a Retirada e a ação retardadora.
No retraimento temos contato com o inimigo, podendo ser executado sob pressão ou não do inimigo, o retraimento pode ser diurno ou noturno, depende da superioridade de Ap Aéreo.
A Retirada é o movimento retrógrado sem contato com o inimigo, com a finalidade de evitar um combate.
A Ação Retardadora, troca espaço por tempo, inicia em território inimigo, obedece a Matriz de Sincronização, possui contato com o inimigo, podndo ser dividida em retardamento em posições sucessivas ou retardamento em posições alternadas..
Também há as técnicas especiais de defesa, que são: Defesa em Ponto Forte, Defesa circular, Defesa Elástica e Defesa de Contra Encosta, que podem ser usadas em complemento aos tipos de defesa existentes.